# Cuenca del Agüeira
Cuenca del Agüeira este o arie protejată (arie specială de conservare — SAC, sit de importanță comunitară — SCI) din Spania întinsă pe o suprafață de 171,05 ha, integral pe uscat.

## Localizare
Centrul sitului Cuenca del Agüeira este situat la coordonatele 43°14′41″N 6°53′10″W / 43.2446°N 6.8861°V.

## Înființare
Situl Cuenca del Agüeira a fost declarat sit de importanță comunitară în februarie 2004 pentru a proteja 3 specii de animale. Situl a fost protejat și ca arie specială de conservare în decembrie 2014.

## Biodiversitate
Situată în ecoregiunea atlantică, aria protejată conține 5 habitate naturale: Păduri de stejar galițio-portugheze cu Quercus robur și Quercus pyrenaica, Pajiști uscate europene, Roci stâncoase cu vegetație pionieră de Sedo-Scleranthion sau Sedo albi-Veronicion dillenii, Păduri aluvionare cu Alnus glutinosa și Fraxinus excelsior (Alno-Padion, Alnion incanae, Salicion albae), Lande oro-mediteraneene cu formațiuni endemice de grozamă.
La baza desemnării sitului se află mai multe specii protejate:
- amfibieni (1): Chioglossa lusitanica
- mamifere (2): Galemys pyrenaicus, vidră de râu (Lutra lutra)